# Wat Ratchaburana (Ayutthaya)

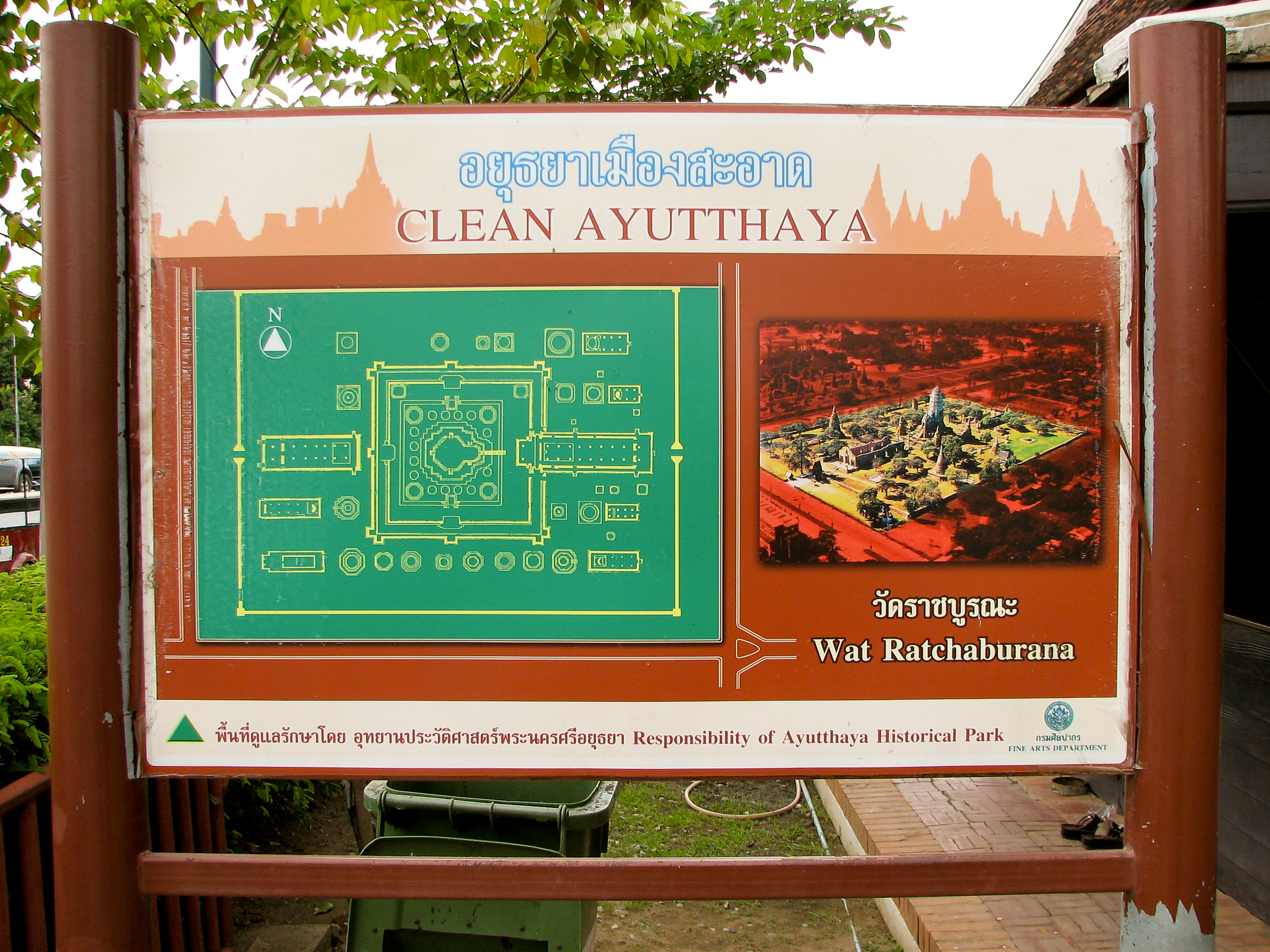
Wat Ratchaburana: Grundriss und rekonstruierte Ansicht

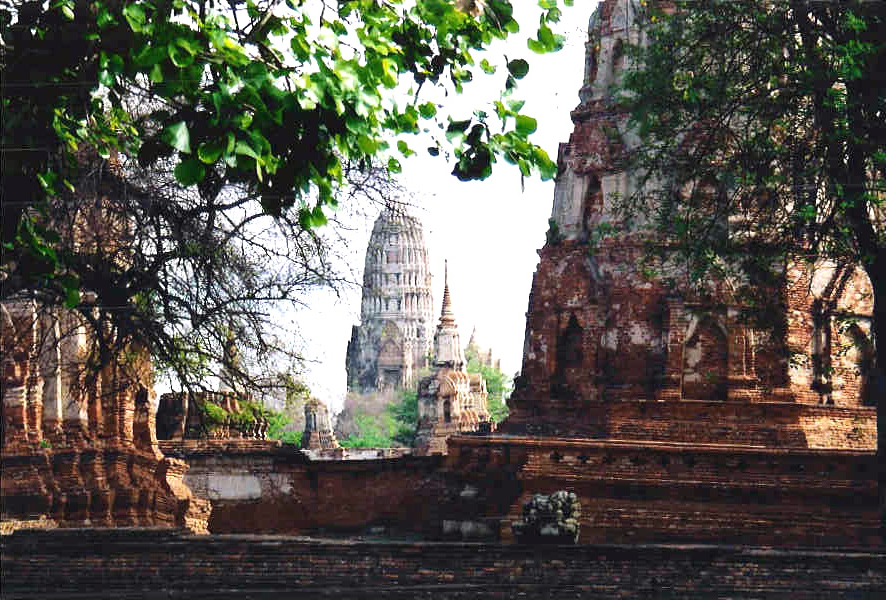
Blick vom Wat Phra Mahathat auf den Prang des Wat Ratchaburana

Der Wat Ratchaburana (auch Wat Ratburana, Thai วัดราชบุรณะ พระนครศรีอยุธยา, sprich: [wát râːt buː-rá-ná prá-ná-kon sĭ à-yú-tá-yaː]) ist eine buddhistische Tempelanlage (Wat) im Geschichtspark Ayutthaya, Zentralthailand.

## Lage
Der Wat Ratchaburana liegt am Rande des Zentrums der Altstadt von Ayutthaya, westlich des Flusses Lopburi. Südlich gegenüber befindet sich an der Naresuan-Straße der Wat Mahathat Ayutthaya, beide bilden sozusagen einen Zwillingstempel.

## Baugeschichte
Gemäß der meisten Versionen der „Königlichen Chroniken von Ayutthaya“ wurde Wat Ratchaburana 1424 („im Jahr des Hundes 780 C.S.“) auf Veranlassung von König Borommaracha II. (reg. 1424–1448) errichtet, um die Asche seiner älteren Brüder Chao Ai Phraya und Chao Yi Phraya aufzunehmen, die sich zuvor in einem Elefantenduell um den Thron „am Fuße der Pa-Than-Brücke“ gegenseitig getötet hatten. Der Name des Tempels kann als Königliche Erfüllung übersetzt werden. Diese Version entspricht der „offiziellen“ Geschichtsschreibung Thailands, die auf Studien des Prinzen Damrong Rajanubhab basieren.
Die „Luang-Prasoet-Version“ der Königlichen Chroniken allerdings datiert das Duell der beiden Brüder in das Jahr 786 C.S., „einem Jahr des Drachen“ (1430). Der dritte Bruder, Prinz Sam Phraya, wurde daher zum König Boromaradscha gekrönt. Er ließ an der Stelle des Duells zwei Chedis errichten. Noch im gleichen Jahr gründete er das Kloster „Wat Ratchabun“ (Königliche Meriten), was scheinbar unabhängig von dem Geschehen war, welches zu seiner Krönung führte.
Der vorletzte König von Ayutthaya Uthumphon, der 1767 von den Burmesen als Geisel genommen wurde, schreibt in seiner Chronik, dass Wat Ratchaburana von König Ekathotsarot (reg. 1605–1610) „in der Stadt südöstlich des Palastes“ gegründet wurde.
Schließlich gibt es noch die Version der „Einwohner der Alten Hauptstadt“ (Khamhaikan Chao Krung Kao), die von den Burmesen 1767 gefangen genommen wurden. Diese Version beschreibt die Gründung von sieben großen Klöstern von König Boromakot (reg. 1733–1758), von denen eines Wat Ratchaburana hieß.

## Sehenswürdigkeiten

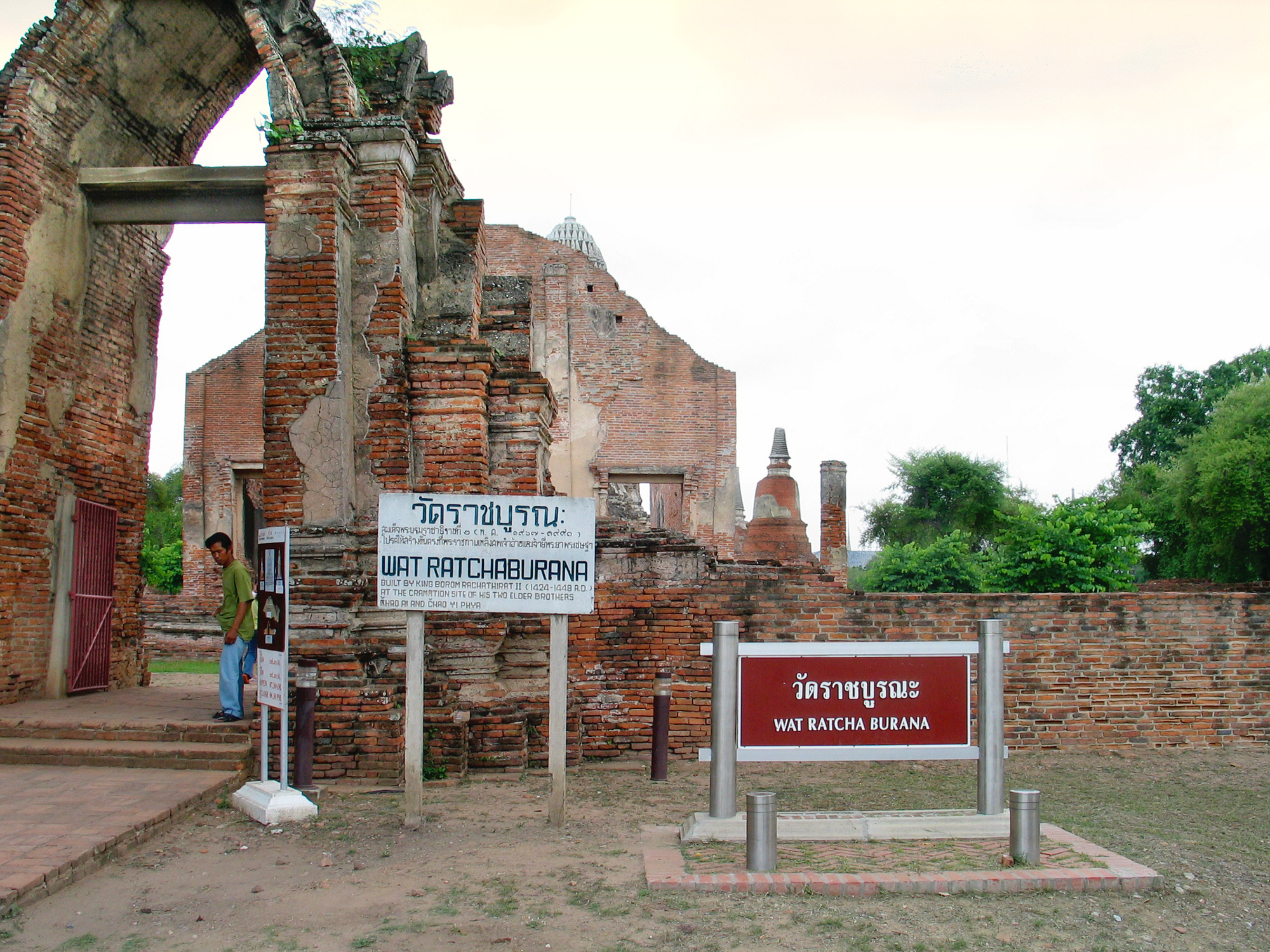
Eingang zum Wat Ratchaburana
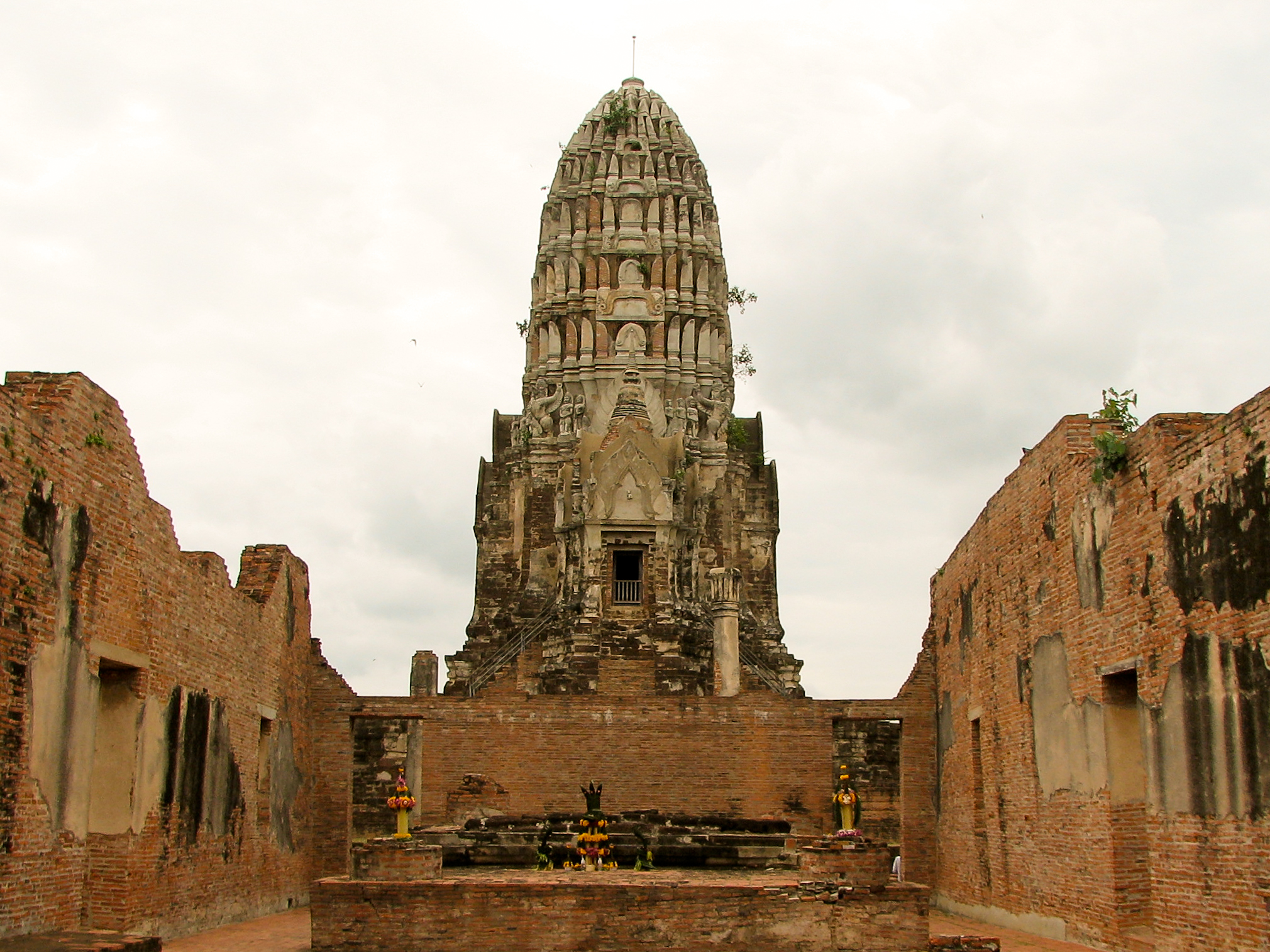
Phra Wihan mit Prang im Hintergrund
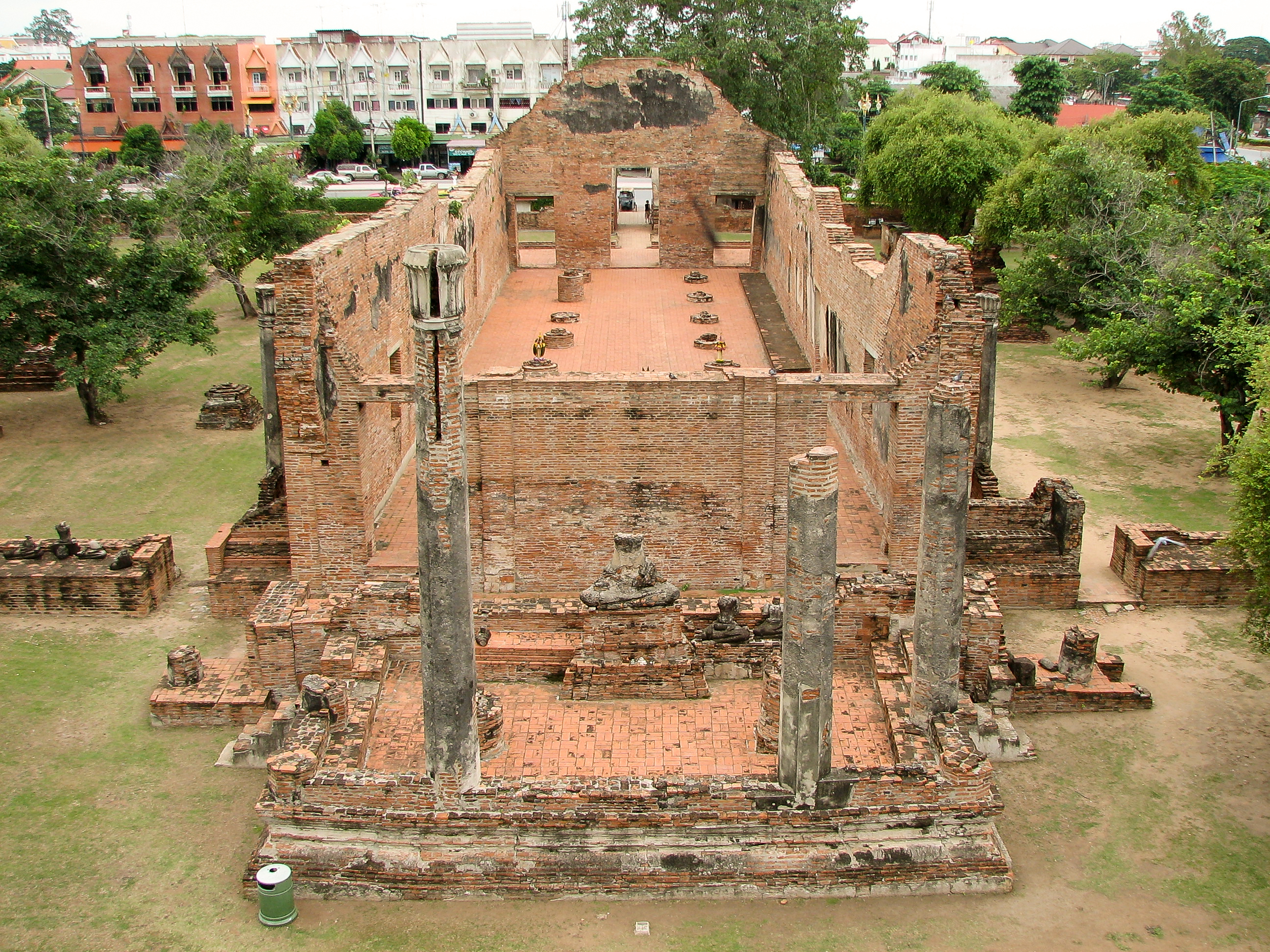
Phra Wihan aufgenommen vom Prang
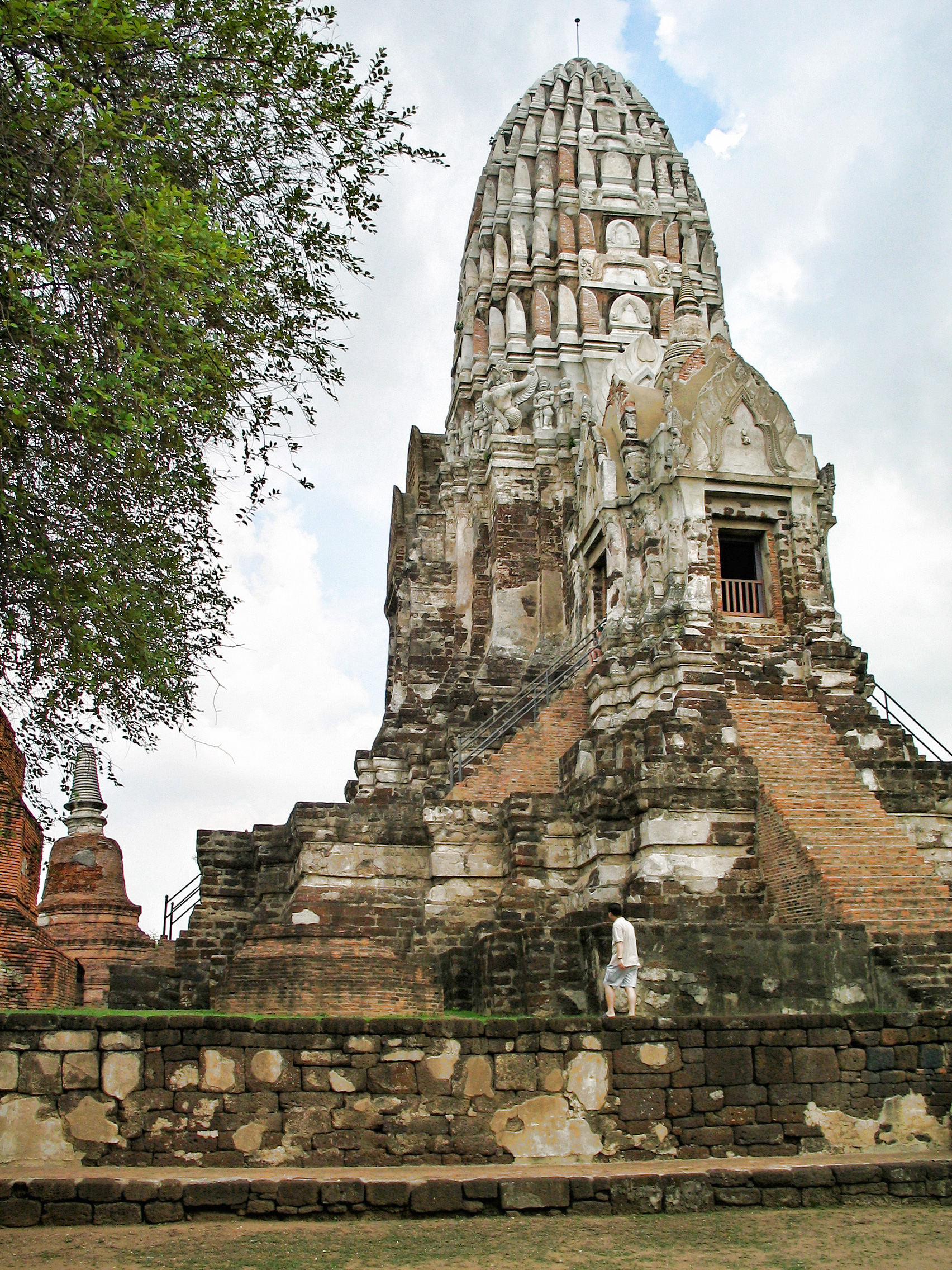
Phra Prang
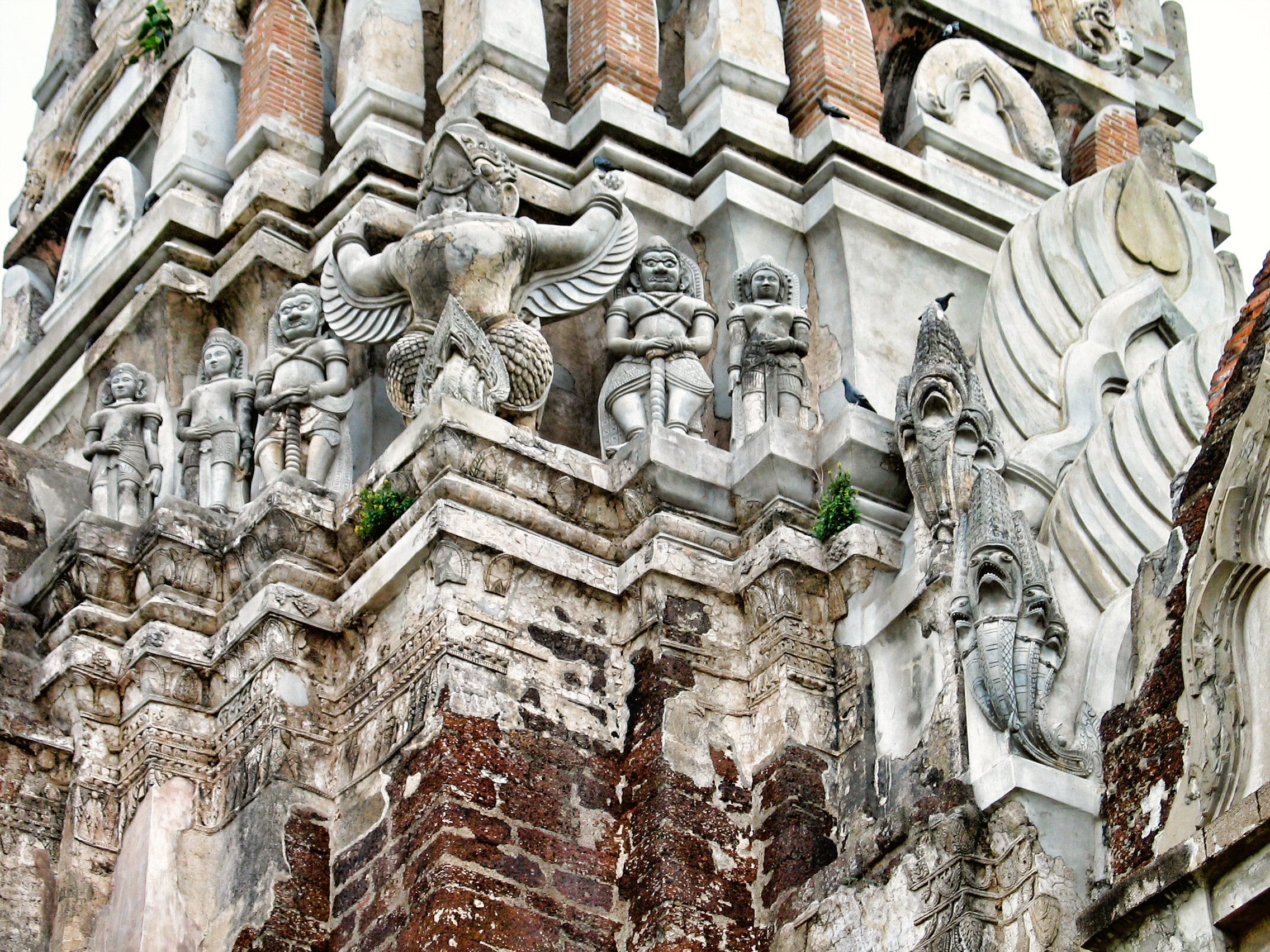
Verzierungen am Prang

Der hohe Prang des Wat Ratchaburana weist noch zahlreiche Verzierungen auf, wie Nagas, Garudas und andere kleinere Figuren in schöner Stuckarbeit.
Während der umfangreichen Restaurierungsarbeiten, die von der thailändischen Regierung veranlasst wurden, fand man 1957/58 in einer Krypta des Prang historische Wertgegenstände, wie königliche Regalien aus Gold und mit Juwelen besetzt, antike Schmuckstücke in bester Verarbeitung und mehrere goldene Buddha-Statuen. Sie befinden sich jetzt im Chao-Sam-Phraya-Nationalmuseum in Ayutthaya. Weitere Forschungen legten insgesamt drei Räume offen, von denen drei mit Wandmalereien geschmückt sind. Sie dienten als Opfergabe und waren ursprünglich nicht für Öffentlichkeit bestimmt. Die Räume waren mit Tausenden von säuberlich gestapelten Votivtafeln gefüllt, auf denen sich Buddha-Bildnisse aus Thailand, Indien, Birma, Indonesien und Nepal befanden. Unter den Votivtafeln befinden sich auch drei mit chinesischer Inschrift und eine goldene Plakette mit chinesischen Schriftzeichen. Daneben gibt es zwei Goldstücke aus Kaschmir, drei Buddha-Bildnisse aus Sri Lanka, ein steinerner Buddha aus Indien und ein weiterer aus Nepal. Dieser Fund zeigt die Weitläufigkeit der Beziehungen Ayutthayas im 15. Jahrhundert.

## Denkmalpflege
Durch die Flutkatastrophe im Herbst 2011 wurde Wat Ratchaburana stark in Mitleidenschaft gezogen, da das Wasser in großen Teilen des Geschichtsparks Ayutthaya mehrere Wochen etwa 1 m hoch stand. Im Dezember 2011 wurden Gespräche geführt zwischen dem Department of Fine Arts und der Deutschen Botschaft, wobei Wat Ratchaburana als „Erhaltungsobjekt“ ausgewählt wurde. Hier sollten exemplarisch ein Konzept entwickelt werden, um die feinen Stuck- und Putzdekorationen zu konservieren. Im Jahr 2012 wurde daher das „German Wat Ratchaburana Safeguarding Project“ (GRASP) gegründet. Projekt-Partner sind das thailändische Department of Fine Arts und die Fachhochschule Köln, Institut für Restaurierungs- und Konservierungswissenschaft (CICS) unter der Leitung von Hans Leisen. Das Projekt wurde vom Auswärtigen Amt gefördert, einbezogen war auch das Landesbüro der UNESCO.
In drei großen Kampagnen, im Sommer 2012, im Frühjahr und im Sommer 2012, arbeitete ein umfangreiches deutsches Team zusammen mit einem Team des Ayutthaya Historical Park Office. Dabei wurden alle Konservierungsschritte genau beschrieben und ins Thai übersetzt. Die Projekt-Laufzeit war bis Dezember 2013 begrenzt. In dieser Zeit konnten die Arbeiten am Eingangsbau und der Südostseite des Prang beendet werden. Die Konservierung der Südwestseite und Notsicherungsmaßnahmen wurden vorbereitet, so dass die thailändischen Mitarbeiter weitere Arbeiten selbständig ausführen, sollten keine weiteren Mittel des Auswärtigen Amtes genehmigt werden.

## Trivia
In der Tempelanlage wurde das Musikvideo zu der Single This Ain't A Love Song (1995) von Bon Jovi gedreht. 